# Kannapolis
Kannapolis är en stad i North Carolina, USA, nordväst om Concord och nordost om Charlotte. Enligt folkräkningen 2010 bor 42,625 i orten, vilket gör staden till den 20:e största i North Carolina.

## Kända personer
- Ralph Earnhardt
- Dale Earnhardt
- Dale Earnhardt Jr.
- George Clinton
- Ethan Horton
- Britt Nicole, sångare
- George Shinn